# 紀乙魚
紀 乙魚（き の おといお / おとな、? - 承和7年5月5日（840年6月8日））は、平安時代前期の女官。桓武天皇の女御。官位は従四位下。

## 生涯
桓武天皇の後宮に入り、最初に「女御」と称された人物とされる。延暦23年（804年）には他の女官らとともに従五位上に叙されている。承和3年（836年）に従四位下に叙され、その4年後の承和7年（840年）に死去。桓武天皇との間に子女はいなかった。